# Vertical (maison d'édition)
Pour les articles homonymes, voir Vertical.
Vertical est une maison d'édition créée aux États-Unis en 2001 par Hiroki Sakai afin de publier les traductions de romans, bandes dessinées, livres de cuisines et autres ouvrages originellement publiés en japonais pour le marché nord-américain.
En 2011, elle est rachetée par Kōdansha et Dai Nippon Printing.